# Souzy-la-Briche
Souzy-la-Briche é uma comuna francesa na região administrativa da Ilha-de-França, no departamento de Essonne. Estende-se por uma área de 7,33 km². Em 2010 a comuna tinha 447 habitantes (densidade: 61 hab./km²).